# 8826 Corneville
A 8826 Corneville (ideiglenes jelöléssel 1988 PZ1) a Naprendszer kisbolygóövében található aszteroida. Eric Walter Elst fedezte fel 1988. augusztus 13-án.